# Vinnie Burke
Pour les articles homonymes, voir Burke.
Vinnie Burke, de son vrai nom Vincent Bucci jr., né le 15 mars 1921 à Newark dans le New Jersey et mort le 1er février 2002 à New York, est un contrebassiste de jazz américain.

## Biographie
Vinnie Burke apprend la musique avec le violon et la guitare. Un accident à l'armée endommage l'articulation des os de sa main et le contraint à se tourner vers la contrebasse.
Dans les années 1950, Il joue dans des groupes, tels que celui de Marian McPartland et dans des orchestres, notamment le Sauter-Finnegan Orchestra. À la même époque, il crée son propre ensemble et enregistre sous son nom, avec des musiciens comme Eddie Costa, Al Cohn, Urbie Green, Joe Morello.

## Discographie partielle

### Comme leader
- 1956 : The Vinnie Burke All-Stars, ABC Paramount Records ABC 139

## Sources
- Courte biographie sur le site Allmusic.com